# 仙台市立八木山中学校
仙台市立八木山中学校（せんだいしりつ やぎやまちゅうがっこう）は、宮城県仙台市太白区八木山東二丁目にある公立中学校である。通称は「八木中」（やぎちゅう）。

## 沿革
- 1973年（昭和48年）4月 - 愛宕中学校、西多賀中学校より分離開校
- 2017年（平成29年）3月 - 卒業者数累計が10000人を突破

## 学区
仙台市立八木山小学校や、仙台市立芦口小学校や、仙台市立八木山南小学校の一部学区

## 学校目標
自主・連帯・創造

## 著名な卒業生
- 浅野祥 - 津軽三味線奏者
- 小山桂司 - プロ野球選手
- 古川洋平 - クイズ作家
- Rake - シンガーソングライター